# Korytnica (województwo wielkopolskie)
Korytnica – wieś w Polsce położona w województwie wielkopolskim, w powiecie ostrowskim, w gminie Raszków. Leży przy drodze powiatowej Ostrów Wielkopolski-Dobrzyca, ok. 12 km na północny zachód od Ostrowa, u źródeł rzeki Lutyni.
Znana od 1399 roku. Miejscowość leżała w obrębie księstwa krotoszyńskiego (1819-1927), którym władali książęta rodu Thurn und Taxis. W okresie Wielkiego Księstwa Poznańskiego (1815-1848) miejscowość należała do wsi większych w ówczesnym pruskim powiecie Krotoszyn w rejencji poznańskiej. Korytnica należała do okręgu krotoszyńskiego tego powiatu i stanowiła odrębny majątek, którego właścicielem był wówczas książę Maximilian Karl von Thurn und Taxis. Według spisu urzędowego z 1837 roku wieś liczyła 411 mieszkańców, którzy zamieszkiwali 50 dymów (domostw).
Przed 1945 rokiem miejscowość położona była w powiecie krotoszyńskim, W latach 1975–1998 w województwie kaliskim, w latach 1945–1975 i od 1999 w powiecie ostrowskim.
Urodził się tu Czesław Andrzej Janicki – polski naukowiec, zootechnik, nauczyciel i wykładowca akademicki, profesor nauk rolniczych, minister rolnictwa i wicepremier (1989–1990), poseł na Sejm X kadencji.